# Nati nel 1928/Settembre
| Questa pagina contiene informazioni ricavate automaticamente dalle voci biografiche con l'ausilio del template Bio e di un bot. L'aggiornamento è periodico e automatico e ricostruisce completamente la pagina. Se manca una persona in questa lista, sei pregato di non aggiungerla, ma accertati piuttosto che la sua voce biografica contenga il template Bio e che i dati anagrafici siano correttamente compilati. Se il template Bio manca, inseriscilo tu stesso o, in alternativa, metti l'avviso {{tmp\|Bio}} che ne segnala la mancanza. Se i dati riportati sono sbagliati, correggi direttamente la voce biografica; le modifiche saranno visibili in questa lista entro pochi giorni. Per chiarimenti vedi il progetto biografie. La lista contiene solo le 173 persone che sono citate nell'enciclopedia e per le quali è stato implementato correttamente il template Bio. Pagina aggiornata al 18 lug 2025. |

- 1º settembre - Reg Armstrong, pilota motociclistico irlandese († 1979)
- 1º settembre - Óscar Coll, calciatore argentino († 2001)
- 1º settembre - George Lambert, pentatleta statunitense († 2012)
- 1º settembre - Avio Lucioli, martellista italiano († 2021)
- 1º settembre - George Maharis, attore e cantante statunitense († 2023)
- 1º settembre - Lucia Mirisola, costumista e scenografa italiana († 2017)
- 1º settembre - Orfeo Ponsin, ciclista su strada italiano († 1952)
- 1º settembre - Allene Roberts, attrice statunitense († 2019)
- 1º settembre - Irena Veisaitė, scrittrice e insegnante lituana († 2020)
- 2 settembre - Arnaldo Balay, calciatore argentino († 2006)
- 2 settembre - Guido Marazzi, docente e giornalista svizzero († 2012)
- 2 settembre - France Pibernik, poeta, scrittore e saggista sloveno († 2021)
- 2 settembre - Franco Prosperi, regista italiano
- 2 settembre - Horace Silver, pianista e compositore statunitense († 2014)
- 2 settembre - Benito Stefanelli, attore e stuntman italiano († 1999)
- 2 settembre - Mel Stuart, regista, produttore televisivo e sceneggiatore statunitense († 2012)
- 3 settembre - Milner Ayala, calciatore paraguaiano († 2001)
- 3 settembre - Serge Bourguignon, regista e sceneggiatore francese
- 3 settembre - Ion Druta, poeta e drammaturgo moldavo († 2023)
- 3 settembre - Tiziano Mannoni, archeologo e storico italiano († 2010)
- 3 settembre - Antonio Pin, allenatore di calcio e calciatore italiano († 2012)
- 3 settembre - Danuta Siedzikówna, infermiera e ufficiale polacca († 1946)
- 3 settembre - Gaston Thorn, politico lussemburghese († 2007)
- 3 settembre - Abdesslam Yassine, attivista marocchino († 2012)
- 4 settembre - Manzoor Hussain Atif, hockeista su prato pakistano († 2008)
- 4 settembre - Dominique Colonna, calciatore e allenatore di calcio francese († 2023)
- 4 settembre - Piero Golin, ex calciatore italiano
- 4 settembre - Ettore Masina, giornalista, scrittore e politico italiano († 2017)
- 4 settembre - James Steven Rausch, vescovo cattolico statunitense († 1981)
- 4 settembre - Dick York, attore statunitense († 1992)
- 5 settembre - Robert Annis, calciatore statunitense († 1995)
- 5 settembre - Peppino Fumagalli, imprenditore italiano († 2015)
- 5 settembre - Serge Lancel, filologo, archeologo e storico francese († 2005)
- 5 settembre - Albert Mangelsdorff, musicista, docente e trombonista tedesco († 2005)
- 5 settembre - Abelardo Menéndez, schermidore cubano († 1995)
- 6 settembre - Piergiorgio Branzi, giornalista e fotografo italiano († 2022)
- 6 settembre - Paul Chemetov, architetto e urbanista francese († 2024)
- 6 settembre - Fumihiko Maki, architetto giapponese († 2024)
- 6 settembre - Robert M. Pirsig, scrittore e filosofo statunitense († 2017)
- 6 settembre - Rudol'f Pljukfel'der, ex sollevatore sovietico
- 6 settembre - Evgenij Fëdorovič Svetlanov, compositore e direttore d'orchestra russo († 2002)
- 6 settembre - Sid Watkins, neurologo e chirurgo inglese († 2012)
- 7 settembre - Walter Zwi Bacharach, storico tedesco († 2014)
- 7 settembre - Joseph Baumgarten, archeologo austriaco († 2008)
- 7 settembre - Al McGuire, cestista e allenatore di pallacanestro statunitense († 2001)
- 7 settembre - Irena Sedlecká, scultrice ceca († 2020)
- 8 settembre - Pietro Conti, politico italiano († 1988)
- 8 settembre - Besa Imami, attrice albanese († 2014)
- 8 settembre - Vito Sante Miolli, calciatore italiano († 2012)
- 8 settembre - Andrea von Ramm, mezzosoprano estone († 1999)
- 8 settembre - Jacques Saulnier, scenografo francese († 2014)
- 8 settembre - Herbert Schilder, odontoiatra statunitense († 2006)
- 8 settembre - Bob Wilson, calciatore inglese († 2006)
- 9 settembre - Fritz Herkenrath, calciatore tedesco († 2016)
- 9 settembre - Vera Kistiakowsky, fisica e attivista statunitense († 2021)
- 9 settembre - Sol LeWitt, artista statunitense († 2007)
- 9 settembre - Leopoldo Attilio Martino, politico italiano († 2019)
- 9 settembre - Manuel Scorza, scrittore e politico peruviano († 1983)
- 9 settembre - Gabrielle Vincent, scrittrice, disegnatrice e illustratrice belga († 2000)
- 9 settembre - Ahmad al-Tayyeb Aldj, poeta, drammaturgo e traduttore marocchino († 2012)
- 10 settembre - Franco De Gemini, musicista, produttore discografico e compositore italiano († 2013)
- 10 settembre - Otto Kernberg, psichiatra e psicoanalista austriaco
- 10 settembre - Nicolás Leoz, dirigente sportivo, avvocato e giornalista paraguaiano († 2019)
- 10 settembre - Fern Nash, cestista statunitense († 1984)
- 10 settembre - Gianni Pasquarelli, dirigente d'azienda e giornalista italiano († 2018)
- 10 settembre - Adolfo Riquelme, calciatore paraguaiano († 2022)
- 10 settembre - Jean Vanier, filosofo e filantropo canadese († 2019)
- 11 settembre - Reubin Askew, politico statunitense († 2014)
- 11 settembre - Edoardo Bruno, critico cinematografico italiano († 2020)
- 11 settembre - Earl Holliman, attore statunitense († 2024)
- 11 settembre - Alain Jouffroy, poeta e critico d'arte francese († 2015)
- 11 settembre - Vsevolod Dmitrievič Larionov, attore russo († 2000)
- 11 settembre - Lucia Portoghesi, restauratrice, saggista e archeologa italiana
- 11 settembre - Wong Tin-Lam, regista, attore e sceneggiatore cinese († 2010)
- 12 settembre - Marcello Carapezza, chimico, geologo e vulcanologo italiano († 1987)
- 12 settembre - Giorgio Casoli, politico e magistrato italiano († 2019)
- 12 settembre - Tommy Cummings, allenatore di calcio e calciatore inglese († 2009)
- 12 settembre - Anna Maria Papi, giornalista e scrittrice italiana († 2012)
- 12 settembre - Ernie Vandeweghe, cestista canadese († 2014)
- 13 settembre - Luigi Biscardi, politico italiano († 2019)
- 13 settembre - Diane Foster, velocista canadese († 1999)
- 13 settembre - Franzo Grande Stevens, avvocato italiano († 2025)
- 13 settembre - Robert Indiana, artista, scenografo e costumista statunitense († 2018)
- 13 settembre - Novello Pallanti, politico e sindacalista italiano († 1996)
- 13 settembre - Manlio Vineis, politico italiano († 2016)
- 14 settembre - Alberto Korda, fotografo cubano († 2001)
- 14 settembre - Emilio Lavezzari, calciatore italiano († 2009)
- 14 settembre - Humberto Maturana, biologo e filosofo cileno († 2021)
- 14 settembre - George Musey, vescovo cattolico statunitense († 1992)
- 14 settembre - Angus Ogilvy, nobile britannico († 2004)
- 14 settembre - Jack Steadman, dirigente sportivo statunitense († 2015)
- 14 settembre - Tarcisio Stramare, presbitero, teologo e scrittore italiano († 2020)
- 15 settembre - Cannonball Adderley, sassofonista statunitense († 1975)
- 15 settembre - Renato Albertini, politico e partigiano italiano († 2006)
- 15 settembre - Franca Ongaro, attivista e politica italiana († 2005)
- 15 settembre - Giuseppe Pinori, direttore della fotografia italiano († 2021)
- 15 settembre - Otello Scarpelli, fumettista italiano († 2010)
- 16 settembre - William Brown, ingegnere inglese († 2005)
- 16 settembre - John Adel Elya, vescovo cattolico libanese († 2019)
- 17 settembre - Pál Borbély, cestista ungherese († 2013)
- 17 settembre - Gilberto Evangelisti, giornalista italiano († 2011)
- 17 settembre - Tullio Kezich, critico cinematografico, commediografo e sceneggiatore italiano († 2009)
- 17 settembre - Alberto Margheritini, cestista italiano († 2006)
- 17 settembre - Roddy McDowall, attore britannico († 1998)
- 17 settembre - John Murray Mitchell, climatologo statunitense († 1990)
- 17 settembre - Pierre Michel Pango, presbitero e musicista ivoriano († 1993)
- 17 settembre - William Smith, lottatore statunitense († 2018)
- 18 settembre - Nag Arnoldi, scultore, pittore e insegnante svizzero († 2017)
- 18 settembre - Franco Franchi, attore, comico e cantante italiano († 1992)
- 18 settembre - Paola Mori, attrice italiana († 1986)
- 18 settembre - Giorgio Visconti, calciatore e allenatore di calcio italiano († 2010)
- 19 settembre - Will Tremper, regista, sceneggiatore e giornalista tedesco († 1998)
- 19 settembre - Adam West, attore e doppiatore statunitense († 2017)
- 20 settembre - Břetislav Dolejší, calciatore cecoslovacco († 2010)
- 20 settembre - Olga Ferri, ballerina argentina († 2012)
- 20 settembre - Shirō Hashizume, nuotatore giapponese († 2023)
- 20 settembre - Gary Jennings, scrittore e giornalista statunitense († 1999)
- 20 settembre - Pietro Podestà, ex calciatore italiano
- 20 settembre - Juarez Teixeira, ex calciatore brasiliano
- 20 settembre - Jerzy Topolski, storico polacco († 1998)
- 21 settembre - Giancarlo Badessi, attore italiano († 2011)
- 21 settembre - Totò Bonanno, pittore italiano († 2002)
- 21 settembre - Édouard Glissant, scrittore, poeta e saggista francese († 2011)
- 22 settembre - Halvar Björk, attore svedese († 2000)
- 22 settembre - Justin Marie Bomboko, politico della Repubblica Democratica del Congo († 2014)
- 22 settembre - Eric Broadley, dirigente sportivo, pilota automobilistico e progettista britannico († 2017)
- 22 settembre - Kenn Duncan, fotografo statunitense († 1986)
- 22 settembre - Eva Frágnerová, ex cestista cecoslovacca
- 22 settembre - Danilo Guidetti, pittore italiano († 1990)
- 22 settembre - Domenico Raffaello Lombardi, avvocato e politico italiano († 2013)
- 22 settembre - Neri Marraccini, politico italiano († 2011)
- 22 settembre - Eugene Roche, attore statunitense († 2004)
- 22 settembre - Johnny Valentine, wrestler statunitense († 2001)
- 23 settembre - Ottavio Bugatti, allenatore di calcio e calciatore italiano († 2016)
- 23 settembre - Federico Coen, giornalista e politico italiano († 2012)
- 23 settembre - Julio Le Parc, scultore e pittore argentino
- 23 settembre - Jakob Miltz, calciatore tedesco († 1984)
- 23 settembre - Claudio Venanzetti, politico italiano († 2024)
- 24 settembre - Ugo Benassi, politico italiano († 2011)
- 24 settembre - Joe Bradley, cestista statunitense († 1987)
- 24 settembre - Eunies Futch, cestista statunitense († 2005)
- 24 settembre - Ernesto Ortiz, cestista peruviano
- 24 settembre - Judith Nisse Shklar, filosofa e politologa lettone († 1992)
- 25 settembre - Harold Becker, regista, produttore cinematografico e fotografo statunitense
- 25 settembre - Pippo Rallo, cantante italiano († 2020)
- 26 settembre - Guido Anzile, ciclista su strada italiano († 2022)
- 26 settembre - Domenico Ceravolo, politico italiano
- 26 settembre - Marilena Grill, militare italiana († 1945)
- 26 settembre - Robert D. Ray, politico e avvocato statunitense († 2018)
- 27 settembre - Giuseppe Germano Bernardini, arcivescovo cattolico e missionario italiano († 2023)
- 27 settembre - Bernard Bragg, attore statunitense († 2018)
- 27 settembre - Paolo Citraro, pittore, scultore e decoratore italiano († 2023)
- 27 settembre - Mario De Gaudio, giornalista, scrittore e poeta italiano († 2000)
- 27 settembre - Glen Pettinger, cestista canadese († 2019)
- 28 settembre - Hans Geister, velocista tedesco († 2012)
- 28 settembre - Günther Steines, velocista e mezzofondista tedesco († 1982)
- 28 settembre - Koko Taylor, cantante statunitense († 2009)
- 29 settembre - Sergio Bertelli, storico italiano († 2015)
- 29 settembre - Mario Chianese, pittore e incisore italiano († 2020)
- 29 settembre - Mihály Lantos, allenatore di calcio e calciatore ungherese († 1989)
- 29 settembre - Pina Maisano Grassi, politica italiana († 2016)
- 29 settembre - Bertie Peacock, allenatore di calcio e calciatore nordirlandese († 2004)
- 29 settembre - Michele Scandiffio, arcivescovo cattolico italiano († 2022)
- 29 settembre - Gerhard Stoltenberg, politico tedesco († 2001)
- 29 settembre - Luciano Tessari, allenatore di calcio e ex calciatore italiano
- 29 settembre - Martin Turnovský, direttore d'orchestra ceco († 2021)
- 29 settembre - Angelo Zito, medico e politico italiano († 2008)
- 30 settembre - Emilio Caprile, calciatore italiano († 2020)
- 30 settembre - Bartolo Ciccardini, politico e giornalista italiano († 2014)
- 30 settembre - Tita Duran, attrice filippina († 1990)
- 30 settembre - Lawrence Hogan, politico e avvocato statunitense († 2017)
- 30 settembre - Takeshi Inoue, calciatore giapponese († 1992)
- 30 settembre - Elie Wiesel, scrittore, giornalista e saggista rumeno († 2016)